# Elemental
Elemental ili prirodni duh, mitološko biće koje se pojavljuje u pučkom vjerovanju u Europi srednjeg vijeka. Prema nekim vjerovanjima, prirodni duhovi su nastali tijekom pobune anđela, od onih anđela koji se nisu pridružili ni Bogu, ni palim anđelima pod vodstvom Lucifera, već su se spustili s neba te nastanili zemlju, jezera i slična staništa.
Za vrijeme renesanse, ta su vilinska bića opisana u okultnim i alkemijskim djelima, posebice kod Paracelsusa (1493. – 1541.), koji ih je podijelio u četiri skupine elementalne skupine: gnome, undine, silfe i salamandere te ih povezao s četiri korespondirajuća klasična elementa: zemlja, voda, zrak i vatra.

## Vrste elementala
- gnom - mitološko biće poput patuljaka koja, prema predaji, žive u velikim skupinama te se povezuju s elementom zemlje. U suvremenoj okultnoj literaturi opisuju se kao astralna i nematerijalna bića.[2]
- undina - mitološka bića povezana s elementom vode. Najpoznatija vodena bića u pučkoj tradiciji su vodene vile, nimfe, najade i sirene.
- silf - mitološko biće povezano s elementom zraka.
- salamander - mitloško biće povezano s elementom vatre. Spominje se još u antici, a opisuje ga se kao gušteroliko stvorenje. Sličan malom zmaju zbog sposobnosti manipulacije vatrom

## Povijest
Godine 1670. francuski autor Mountfaucon de Villars napisao je u svom djelu Le vomte de Gabalis da su elementi:
| » | ...nastanjeni vrlo savršenim Stvorenjima... Zak je napučen nebrojnim mnoštvom Naroda ljudskog lika, naizgled drskih i opakih, ali zapravo krotkih... Mora i Rijeke nastanjeni su isto kao i Zrak. Drevni Mudraci su tu vrstu Naroda nazvali Ondanima ili Nimfama... Zemlja je gotovo sve do središta ispunjena Gnomima... Što se pak tiče Salamandera, ognjevitih stanovnika Regije Vatre, oni su sluge Filozofa. | « |
|   | |   |

Francuski okultist Papus (1865. – 1916.) definirao je elementale kao nagonska i smrtna bića, posrednike između duhovnog i materijalnog svijeta... kao elementarne smrtne duhove, odnosno duhove Elemenata.
| element | elemental  | funkcija                           | kovina         |
| ------- | ---------- | ---------------------------------- | -------------- |
| Zemlja  | gnom       | čuvanje Zemljinih blaga            | olovo, srebro  |
| Voda    | undina     | pohođenje rijeka i izvora          | živa           |
| Zrak    | silf       | navođenje ljudi na iskušenje       | bakar, kositar |
| Vatra   | salamander | obitavanje u vatri i gašenje vatre | zlato, željezo |